# Archbald
Archbald é um distrito localizado no estado norte-americano de Pensilvânia, no Condado de Lackawanna.

## Demografia
Segundo o censo norte-americano de 2000, a sua população era de 6220 habitantes. 
Em 2006, foi estimada uma população de 6396, um aumento de 176 (2.8%).

## Geografia
De acordo com o United States Census Bureau tem uma área de 
43,6 km², dos quais 43,6 km² cobertos por terra e 0,0 km² cobertos por água.

## Localidades na vizinhança
O diagrama seguinte representa as localidades num raio de 8 km ao redor de Archbald. 